# Třída Ameer
Třída Ameer (někdy též třída Ruler) byla třída eskortních letadlových lodí britského královského námořnictva z období druhé světové války. Plavidla byla postavena v USA jako modifikace eskortních letadlových lodí třídy Bogue a půjčena do Velké Británie na základě zákona o půjčce a pronájmu. Celkem jich bylo postaveno 23 kusů. Používány byly především pro útočné operace, doprovod konvojů a přepravu letadel. Po válce je již britské námořnictvo nepotřebovalo a byly proto v letech 1945–1946 vráceny do USA.

## Pozadí vzniku

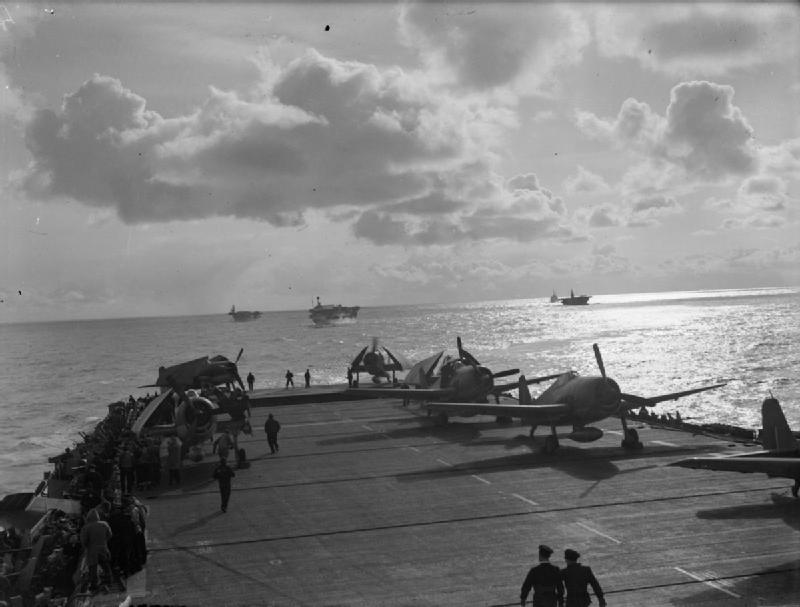
Stíhačky F6F Hellcat na palubě HMS Emperor během nájezdu na německou bitevní loď Tirpitz

Britské námořnictvo za války získalo celkem 23 letadlových této třídy, pojmenovaných HMS Patroller, HMS Puncher, HMS Ravager, HMS Reaper, HMS Searcher, HMS Slinger, HMS Smiter, HMS Speaker, HMS Tracker, HMS Trouncer, HMS Trumpeter, HMS Arbiter, HMS Ameer, HMS Atheling, HMS Begum, HMS Emperor, HMS Empress, HMS Khedive, HMS Nabob, HMS Premier, HMS Queen, HMS Rajah, HMS Ranee, HMS Ruler, HMS Shah a HMS Thane. Všechny postavila loděnice Seattle-Tacoma Shipbuilding Corporation a do služby vstupovaly v letech 1943–1944.

## Konstrukce

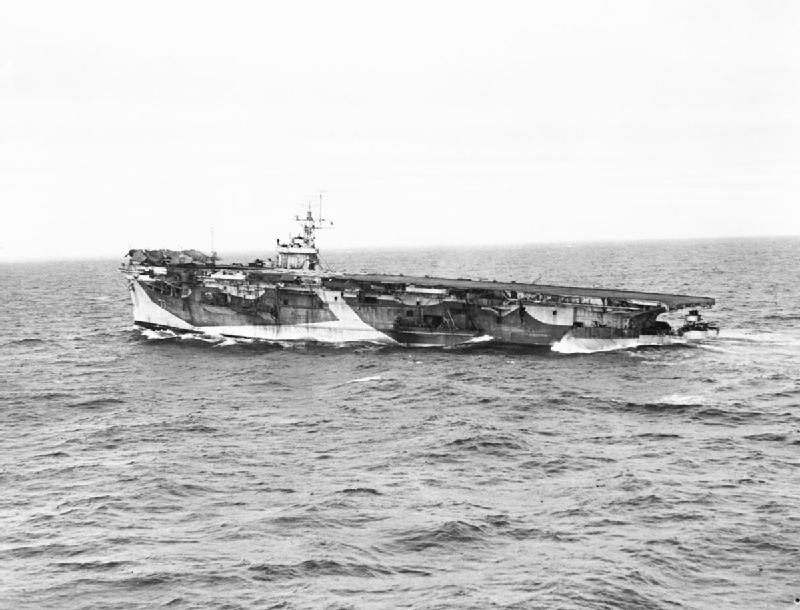
Poškozená HMS Nabob s hluboko ponořenou zádí

Jak bylo u eskortních letadlových lodí obvyklé, jednalo se o relativně malá, pomalá a špatně chráněná plavidla. Byly vybaveny malým můstkem na pravoboku a jedním výtahem, spojujícím letovou palubu s hangárem. Jedna loď mohla nést 18 až 24 letadel, která startovala s pomocí jednoho katapultu. Obrannou výzbroj tvořily dva 127mm kanóny, šestnáct 40mm protiletadlových kanónů a dvacet 20mm kanónů. Protiletadlová výzbroj se ovšem u jednotlivých plavidel lišila. Pohonný systém tvořila jedna parní turbína se dvěma kotly. Nejvyšší rychlost dosahovala 18 uzlů.

## Operační služba
Dvě jednotky byly za války tak těžce poškozeny, že už nebyly opraveny. Jednalo se o HMS Nabob zasaženou 22. srpna 1944 torpédy německé ponorky U 354 a HMS Thane zasaženou 15. ledna 1945 torpédy ponorky U 1172.